# Логишин
Логи́шин або Логі́шин (біл. Лагішын) — селище міського типу в Пінському районі Берестейської області. Розташований на перехресті автодоріг Ганцевичі — Логишин і Івацевичі — Пінськ — Столин за 30 км від Пінська.

## Географія
Розташований за 28 км на північ від Пинська.

### Клімат
Клімат у населеному пункті вологий континентальний («Dfb» за класифікацією кліматів Кеппена). Опадів 609 мм на рік. Найменша кількість опадів спостерігається в лютому й сягає у середньому 27 мм. Найбільша кількість опадів випадає в червні — близько 86 мм. Різниця в опадах між сухими та вологими місяцями становить 59 мм. Пересічна температура січня — -5,8 °C, липня — 18,1 °C. Річна амплітуда температур становить 23,9 °C.
| Клімат                            | Клімат | Клімат | Клімат | Клімат | Клімат | Клімат | Клімат | Клімат | Клімат | Клімат | Клімат | Клімат | Клімат |
| Показник                          | Січ.   | Лют.   | Бер.   | Квіт.  | Трав.  | Черв.  | Лип.   | Серп.  | Вер.   | Жовт.  | Лист.  | Груд.  | Рік    |
| Середній максимум, °C             | −2,8   | −1,4   | 3,3    | 12,0   | 19,0   | 22,3   | 23,4   | 22,7   | 17,7   | 11,5   | 4,5    | −0,2   | 11,0   |
| Середня температура, °C           | −5,8   | −4,6   | −0,4   | 7,1    | 13,4   | 16,9   | 18,1   | 17,3   | 12,8   | 7,6    | 2,0    | −2,7   | 6,8    |
| Середній мінімум, °C              | −8,7   | −7,8   | −4,1   | 2,3    | 7,8    | 11,5   | 12,8   | 11,9   | 8,0    | 3,7    | −0,4   | −5,2   | 2,7    |
| Норма опадів, мм                  | 36     | 27     | 30     | 40     | 56     | 86     | 80     | 65     | 57     | 48     | 42     | 42     | 609    |
| --------------------------------- | ------ | ------ | ------ | ------ | ------ | ------ | ------ | ------ | ------ | ------ | ------ | ------ | ------ |
| Джерело: Climate-Data.org (англ.) |        |        |        |        |        |        |        |        |        |        |        |        |        |

## Історія
Вперше згадується 1552 року як поселення Пинського князівства. У XVII столітті власниками Логишина були Радзивілли, Огинські, Друцькі-Любецькі. 1643 року отримав Магдебурзьке право. У часи входження до складу Російської імперії належав до Пинського повіту Мінської губернії. У 1918—1919 роках входив до складу УНР. У 1919—1939 роках належав до Поліського воєводства міжвоєнної Польщі. У 1940—1962 роках був центром Логишинського району Пинської області (з 1954 року Берестейської області).
Хронологія:
- 1552 рік — перша згадка про поселення в «Пісцовій книзі Пінського князівства».
- XVII століття — є власністю Радзивіллів.
- 1634 рік — за кошти Альбрехта Станіслава Радзівілла збудовано перший костел, пізніше при ньому була утворена місія єзуїтів і шпиталь.
- 25 лютого 1643 року — грамотою польського короля Владислава IV село отримує магдебурзьке право, визначений герб міста: зображення вовка з лосиними ногами на блакитному тлі.
- 1795 рік — входить до складу Російської імперії, стає центром волості Пінського повіту.
- XIX століття — працюють млини Айзенберга, Хазана і Дубімського, Марцінкевіча, Бунькевіча, маслоробний завод та млин Ціперштейна, шкіряний завод Фрідмана.
- 1828 рік — Логишину надано статус міста.
- 1863 рік — костел передається Православній церкві.
- 1874 рік — бунт, пов'язаний з небажанням продавати землі мінському губернатору Токареву.
- 1881 рік — поява кам'яних торгових рядів.
- 1893 рік — відкриття єврейської молитовної школи.
- 1897 рік — колишній костел згоряє. Пізніше на його місці зводиться Преображенська церква.
- Кінець XIX — початок XX століття — поблизу Логишина фільварок Сімоновічів.
- Перша світова війна — на сході Логишина відбуваються битви.
- 1919 рік — повстання проти більшовиків.
- 1920-ті — 1930-ті роки — є центром ґміни Пінської ради.
- 1 квітня 1934 року — Логишин позбавлений статусу міста і включений на правах села до сільської ґміни Логишин[4].
- 15 січня 1940 року — 1962 рік — є центром Логишинського району.
- 18 вересня 1998 року — герб Логишина затверджений Рішенням селищної ради № 44/3.

## Населення
За переписом населення Білорусі 2009 року чисельність населення смт становила 2372 особи.

### Національність
Розподіл населення за рідною національністю за даними перепису 2009 року:
| Національність               | Осіб | Відсоток |
| ---------------------------- | ---- | -------- |
| білоруси                     | 1557 | 65,64 %  |
| поляки                       | 687  | 28,96 %  |
| росіяни                      | 83   | 3,50 %   |
| українці                     | 30   | 1,26 %   |
| національність не вказана    | 9    | 0,38 %   |
| вірмени                      | 4    | 0,17 %   |
| удмурти                      | 1    | 0,04 %   |
| дві та більше національності | 1    | 0,04 %   |
| Разом                        | 2372 | 100 %    |

## Цікаві місця

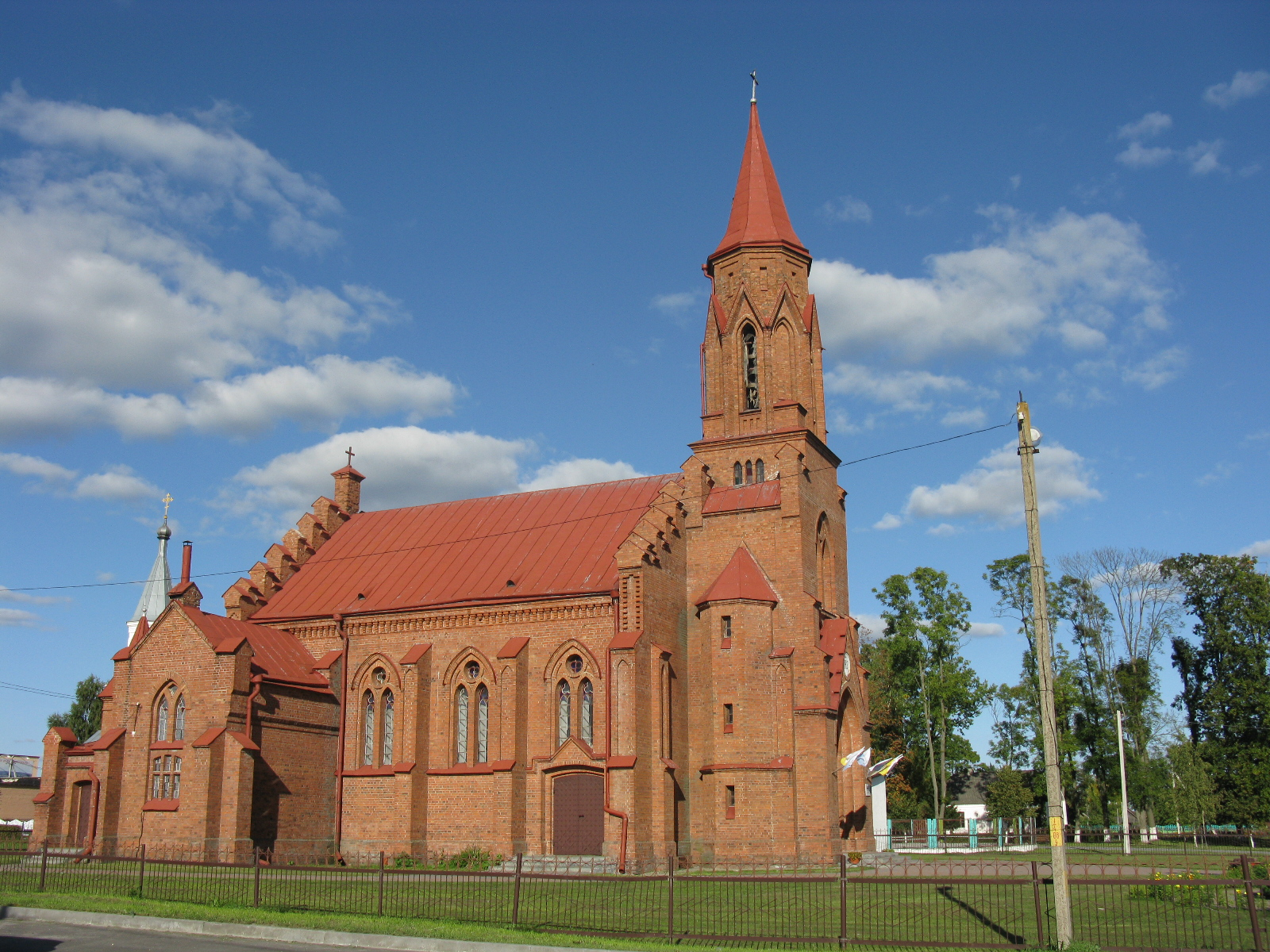
Костел Св. Петра і Павла

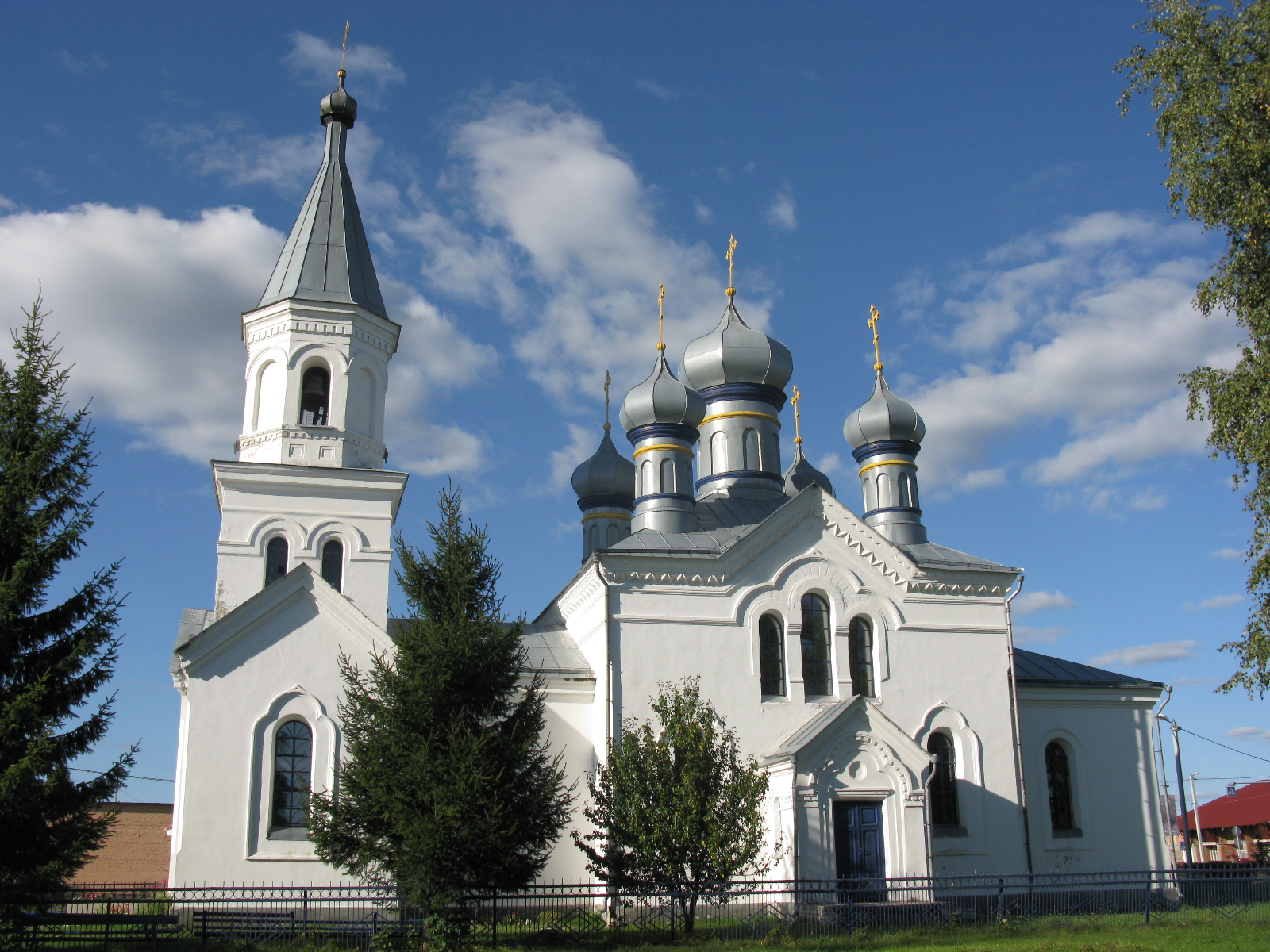
Спасо-Преображенська церква

- Костел Св. Петра і Павла (1907 -1910 років;
- Спасо-Преображенська церква (2-я половина XIX століття);
- Протестантських храм (після 1990 року);
- Єврейський цвинтар;
- Християнський цвинтар:
  - Каплиця;
  - Руїни каплиці-усипальниці;
  - Могили польських солдатів;
- Рядова забудова XIX-початку XX століття;

## Інфраструктура
На перехресті автодоріг Р6 і Р105 споруджено будинок автовокзалу.
Є молочний і вапняний заводи.
У місті існує бейсбольна команда «Логишинські вовки».